# Böser Bund
Der Böse Bund wurde am 2. Mai 1445 während der Landsgemeinde in Aeschi bei Spiez, im Berner Oberland geschlossen. Es war die grösste Bauernrevolte des 15. Jahrhunderts im Berner Oberland.
Die beteiligten Gemeinden waren Aeschi, Obersimmental, Niedersimmental, das mit Bern verbündete Saanen, die Stadt Unterseen und das Kloster Interlaken. Der Bund wurde von der Berner Herrschaft als Böser Bund bezeichnet.
Der Bund richtete sich gegen die von Bern geforderten Kriegsdienste mit teilweise verlustreichen Feldzügen gegen Zürich und auferlegte Kriegskosten. Bern war zu dieser Zeit wegen der Beteiligung am Alten Zürichkrieg auf finanzielle und personelle Mittel angewiesen. Der Bund sollte eine Gültigkeit von 21 Jahren haben. Eine alljährliche Landsgemeinde in Aeschi sollte als Schiedsgericht und Kontrollinstanz zwischen Obrigkeit und den dem Bund angeschlossenen Gemeinden dienen.
Die Reaktion von Bern liess nicht lange auf sich warten. Es kaufte am 17. Juni 1445 dem Kloster Interlaken den «Unruheherd», die Herrschaft Ringgenberg, um 7'800 Rheinische Gulden ab. Bern verzichtete zwar auf ein militärisches Vorgehen, rief dafür aber das eidgenössische Schiedsgericht an, bestehend aus den Waldstätten, Zug und Glarus.
Zur gleichen Zeit fand der Aufstand der Interlakner Klosterleute statt. Eine Rolle spielte wie schon 1348 das Stauen des Brienzersees bei Unterseen, ab 1434 mit einer neuen Aareschwelle.
1446 erklärte das eidgenössische Schiedsgericht den Bösen Bund für aufgelöst, der Konflikt war damit jedoch noch nicht gelöst. Im Hasli, das am Bund nicht beteiligt war, in Brienz und im Bödeli drohten erneut Unruhen, das der Berner Schultheiss Rudolf Hofmeister durch seine Präsenz zu beschwichtigen vermochte (Brienzer Verschwörung 1446–1451). Der Rädelsführer Hänsli Schumacher aus Brienz wurde in Abwesenheit zum Tode verurteilt, nach seiner Gefangennahme im Entlebuch nach Luzern verbracht und dort auf Berns Verlangen hin hingerichtet.
1451 konnte Bern auch mit dem zur Grafschaft Greyerz und seit 1403 mit Bern verburgrechteten Saanen einen Vergleich schliessen. Am 10. Januar 1457 verkaufte Bern den Grossteil der Herrschaft Ringgenberg dem Kloster Interlaken für die gleiche Summe zurück, wobei sie einige kleinere Güter wie die Mühle in Ringgenberg zurückbehielten.